# Mufindi (huyện)
Mufindi là một huyện thuộc vùng Iringa, Tanzania. Thủ phủ của huyện Mufindi đóng tại Mafinga. Huyện Mufindi có diện tích 6177 ki lô mét vuông. Đến thời điểm điều tra dân số ngày 25 tháng 8 năm 2002, huyện Mufindi có dân số 282071 người.